# شهرستان خودمختار داهوا یائو
داهوا (به لاتین: Dahua Yao Autonomous County) یک سکونتگاه مسکونی در جمهوری خلق چین است که در شهر هه‌چی واقع شده‌است.